# فاسيلي روزهنوف
فاسيلي روزهنوف (بالروسية: Рожнов, Василий Сергеевич)‏ هو لاعب كرة قدم ومدرب كرة قدم روسي في مركز الوسط، ولد في 29 مارس 1972 في كولومنا في روسيا. لعب مع نادي ساتورن رامنسكوي.